# Charlie Feathers
Charlie Feathers, né le 12 juin 1932 à Holly Spring (Mississippi) et mort le 29 août 1998 à Memphis (Tennessee), est un chanteur de rockabilly, rock 'n' roll et de country américain.

## Biographie
Charlie Feathers grandit dans la campagne des environs de Holly Springs. Ses parents sont de simples paysans métayers et c'est un voisin qui lui apprend à jouer de la guitare. Il écoute très tôt le blues des travailleurs noirs des champs, chante à l'église et écoute religieusement sur son poste de radio le Grand Ole Opry qu'il reçoit dans sa région. Il s'intéresse à Bill Monroe et Hank Williams qui auront une grande influence sur sa future carrière. À seize ans, il quitte la ferme pour accompagner son père sur la construction d'un oléoduc au Texas. Le soir, après le travail il joue de la guitare dans les bars. À dix-huit ans il s'installe à Memphis où il se marie et embauche comme chauffeur dans une usine d'emballage. Il n'abandonne pas pour autant la musique et pousse les portes du studio Sun Records tenu par Sam Phillips qui accepte de l'enregistrer. Son disque sort en 1955, huit mois après le premier disque d'Elvis Presley qu'il côtoie au sein du studio Sun, mais Phillips le fait éditer sur le label Flip Records, une filiale de Sun. Finalement, devant les réticences de Phillips, Charlie Feathers quitte Sun pour rejoindre en 1956 King Records, le label de Cincinnati, pour lequel il enregistre plusieurs albums. Durant cette période il participe à de nombreuses tournées en compagnie de Carl Perkins et Elvis Presley. Pourtant, Charlie Feathers n'atteindra jamais la notoriété de ses deux acolytes et restera dans l'ombre du rockabilly.
La chanson That Certain Female est reprise par Quentin Tarantino en 2003 dans son film Kill Bill : Volume 1.
Il meurt en 1998 d'une attaque cérébrale. Il est introduit au Rockabilly Hall of Fame en 2007.

## Discographie

### Albums
- Good Rockin' Tonight (Charlie Feathers LP) (recorded in 1973, released in 1974)
- Live in Memphis (Charlie Feathers LP)(recorded in 1973, released in 1976)
- That Rockabilly Cat (recorded 1968, released 1979)
- Rockabilly – Charlie Feathers Vol. 1 (1979)
- Charlie Feathers Vol. 2 (1979)
- Rockabilly Rhythm (recorded 1973, released 1981)
- Original TV Soundtrack NBC 1979 (1981)
- New Jungle Fever (1987)
- Honky Tonk Man (Charlie Feathers LP) (1988)
- Charlie Feathers (1991)
- I Ain't Done Yet (1993)
- Tip Top Daddy (Demos recorded 1958–1973, released 1995)
- Live In London (Charlie Feathers CD) (recorded 1990, released 2000)
- Live In Paris '87 (Charlie Feathers CD) (recorded 1987, released 2002)

### Compilations
- Get With It: Essential Recordings (early singles and unreleased tracks, 2 CD, 1998)
- Wild Side Of Life (Charlie Feathers CD) (rare and unreleased tracks, 2008)
- Honky Tonk Kind (rare and unreleased tracks, 2008)
- Long Time Ago (rare and unreleased tracks, 2008)

### Singles
- Flip 503 - I've Been Deceived / Peepin' Eyes (April 1955)
- Sun 231 - Defrost Your Heart / Wedding Gown of White (January 1956)
- Meteor 5032 - Get With It / Tongue-Tied Jill (June 1956)
- King 4971 - Can't Hardly Stand It / Everybody's Lovin' My Baby (October 1956)
- King 4997 - One Hand Loose / Bottle to the Baby (December 1956)
- King 5022 - When You Decide / Nobody's Woman (February 1957)
- King 5043 - Too Much Alike / When You Come Around (April 1957)
- Kay 1001 - Jungle Fever / Why Don't You (June 1960)
- Wal-May 101 - Dinky John / South of Chicago (as "Charlie Morgan", July 1960)
- Memphis 103 - Wild Wild Party / Today and Tomorrow (December 1961)
- Holiday Inn 114 - Nobody's Darlin' / Deep Elm Blues (April 1963)
- Philwood P-223 - Tear It Up / Stutterin' Cindy (1971)
- Pompadour 231 - Wedding Gown of White / Uh Huh Honey (1973)
- Rollin' Rock 45-025 - That Certain Female / She Set Me Free (1974)
- Vetco 921 - Will You Be Satisfied That Way / It's Just That Song (1976)
- Vetco 922 - We're Getting Closer / You Make It Look So Easy (1976)
- Feathers 791104 - Blue Suede Shoes / We're Getting Closer (1979)
- Feathers 791105 - Ooby Dooby / If You Were Mine to Lose (1979)
- Feathers 3 - Cold Dark Night / Blame It On Time (early 1980s)
- Feathers 4 - Today I Started Loving You Again / Folsom Prison Blues (early 1980s)
- Feathers 5 - Jungle Fever / Jewel Here on Earth (early 1980s)
- Feathers 6 - He'll Have to Go / Will The Circle Be Unbroken (early 1980s)
- Feathers 7 - Honky Tonk Man / That's Alright, Mama (early 1980s)
- Feathers 8 - Roll Over Beethoven / Swinging Doors (early 1980s)
- Feathers 9 - In the Pines / I Must Move On (early 1980s)
- Feathers 10 - One Black Rat / Dig Myself a Hole (early 1980s)
- Feathers 11 - Lonesome Whistle / Cockroach (early 1980s)
- Feathers 12 - Who Da Say / Roll Over Beethoven – diff. version (early 1980s)
- Feathers 13 - Working on a Building / You Believe Everyone But Me (early 1980s)

## Anecdotes
Quentin Tarantino a choisi deux de ses morceaux pour figurer sur les bandes originales des Kill Bill : That Certain Female pour Kill Bill: Vol. 1 et Can't Hardly Stand It pour Kill Bill: Vol. 2.
Ses chansons Get with it et Can't hardly stand it sont présentes dans le jeu vidéo Grand Theft Auto V.
Sa chanson Can't hardly stand it est aussi reprise dans le film Only Lovers Left Alive.